# Schloss Philippsthal

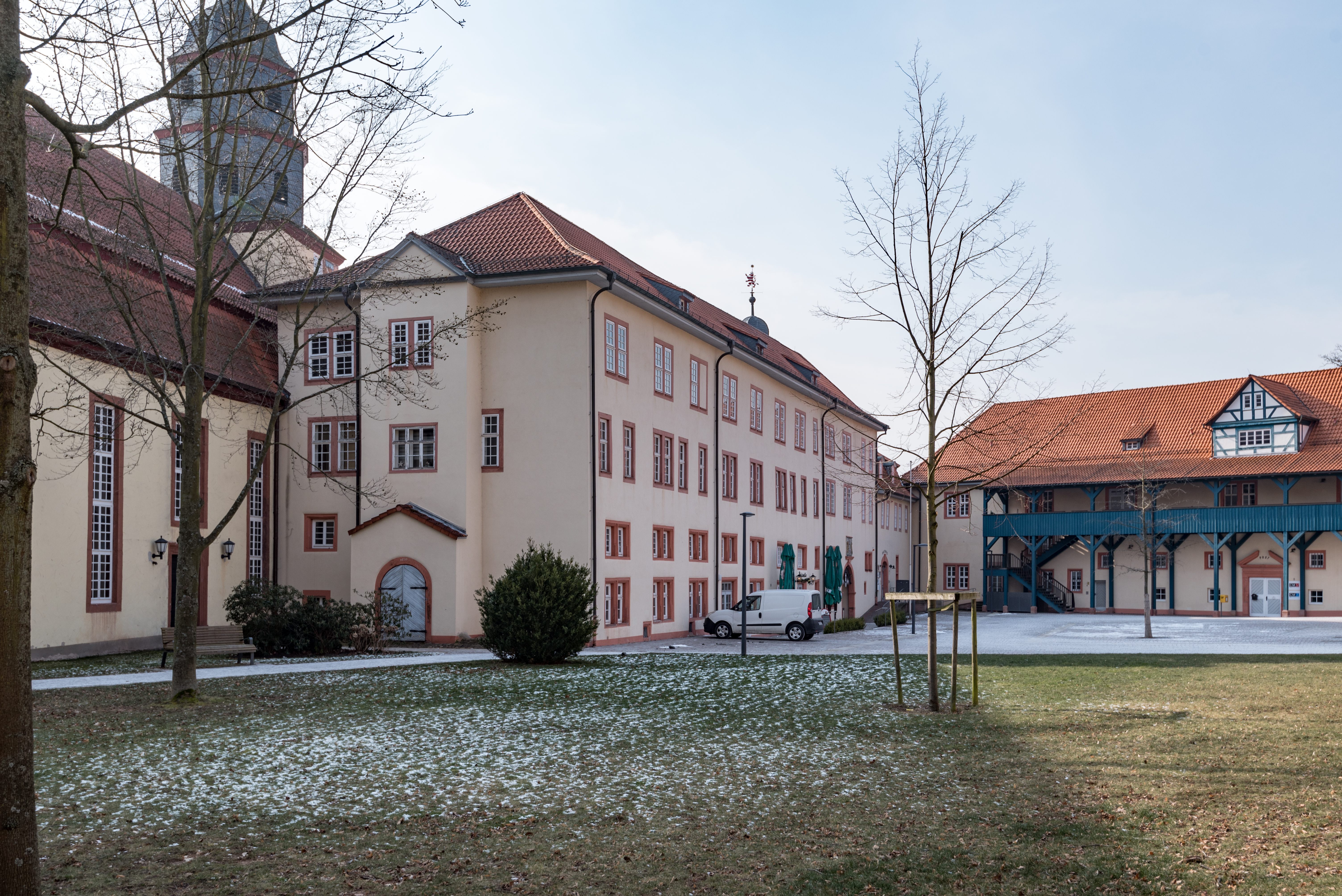
Schloss Philippsthal

Das Schloss Philippsthal liegt im unteren Werratal, in der hessischen Gemeinde Philippsthal. Die barocke Residenz der paragierten Landgrafen von Hessen-Philippsthal wurde von Landgraf Philipp von Hessen-Philippsthal und seinem Sohn und Nachfolger Karl in den Jahren von 1685 bis 1735 auf der Basis des nach der Reformation aufgehobenen hersfeldischen Klosters Kreuzberg errichtet.

## Beschreibung

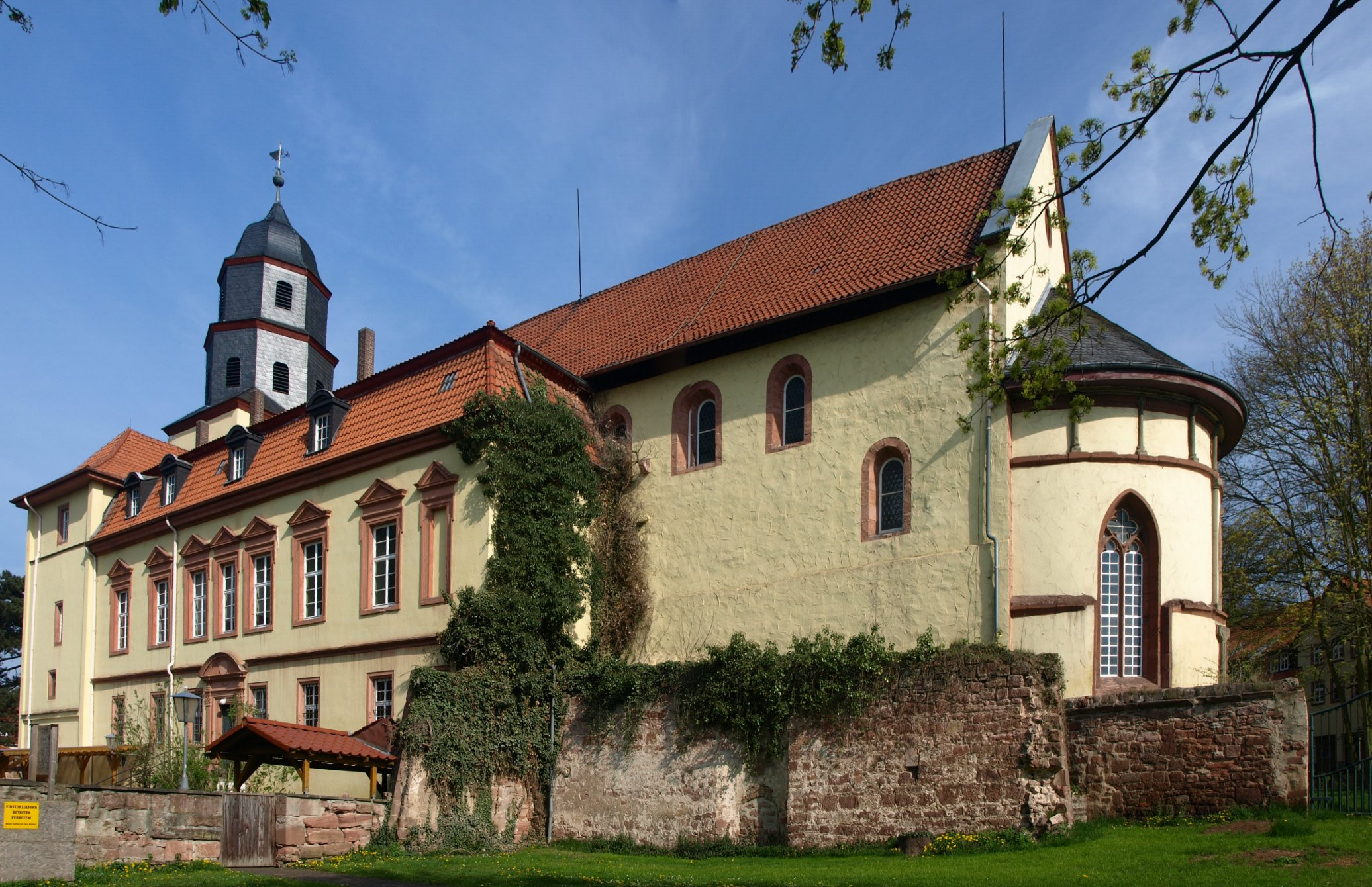
Südostansicht der ehemaligen Klosterkirche mit dem schlossartig ausgebauten südlichen Seitenschiff

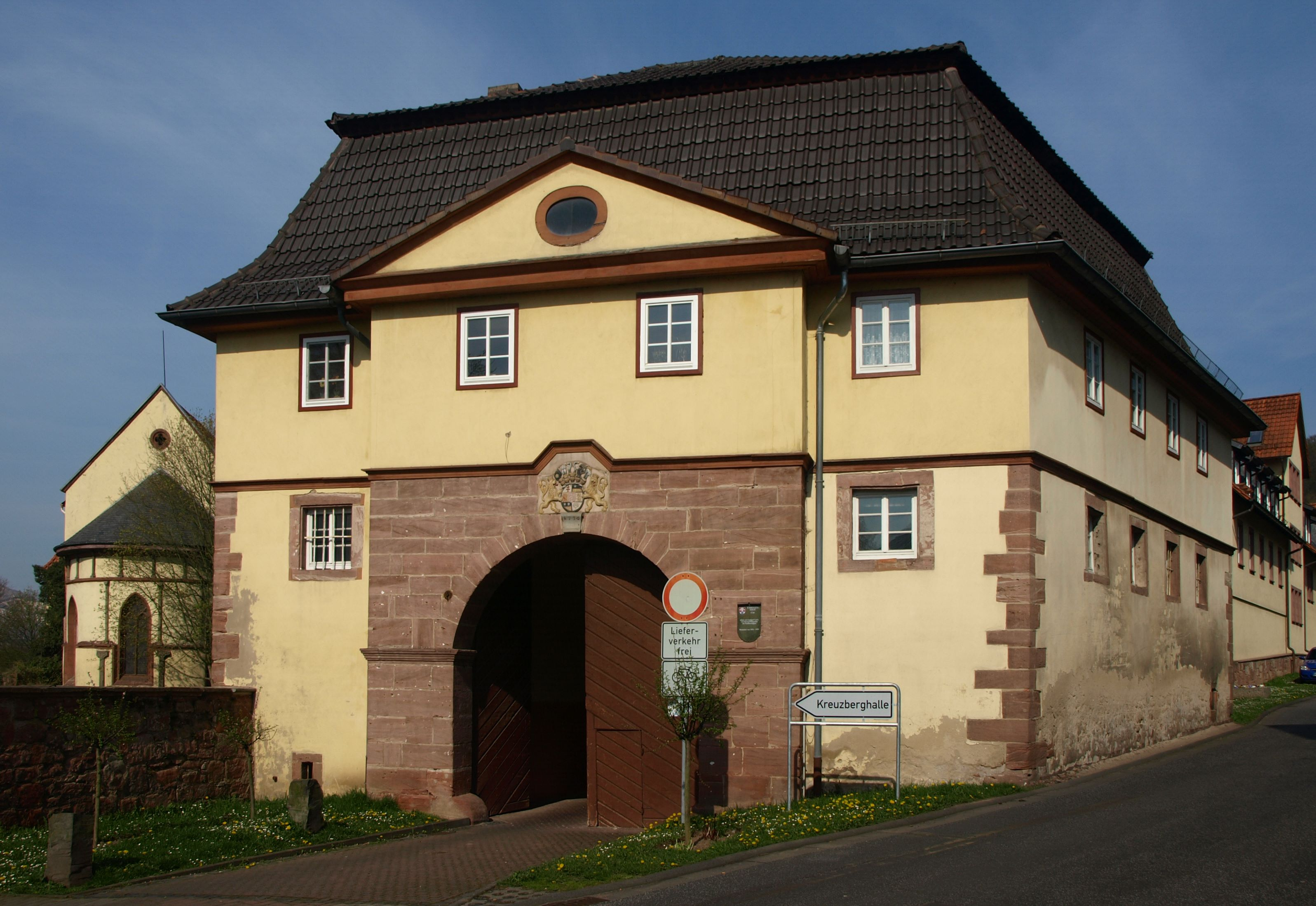
Torbogenhaus

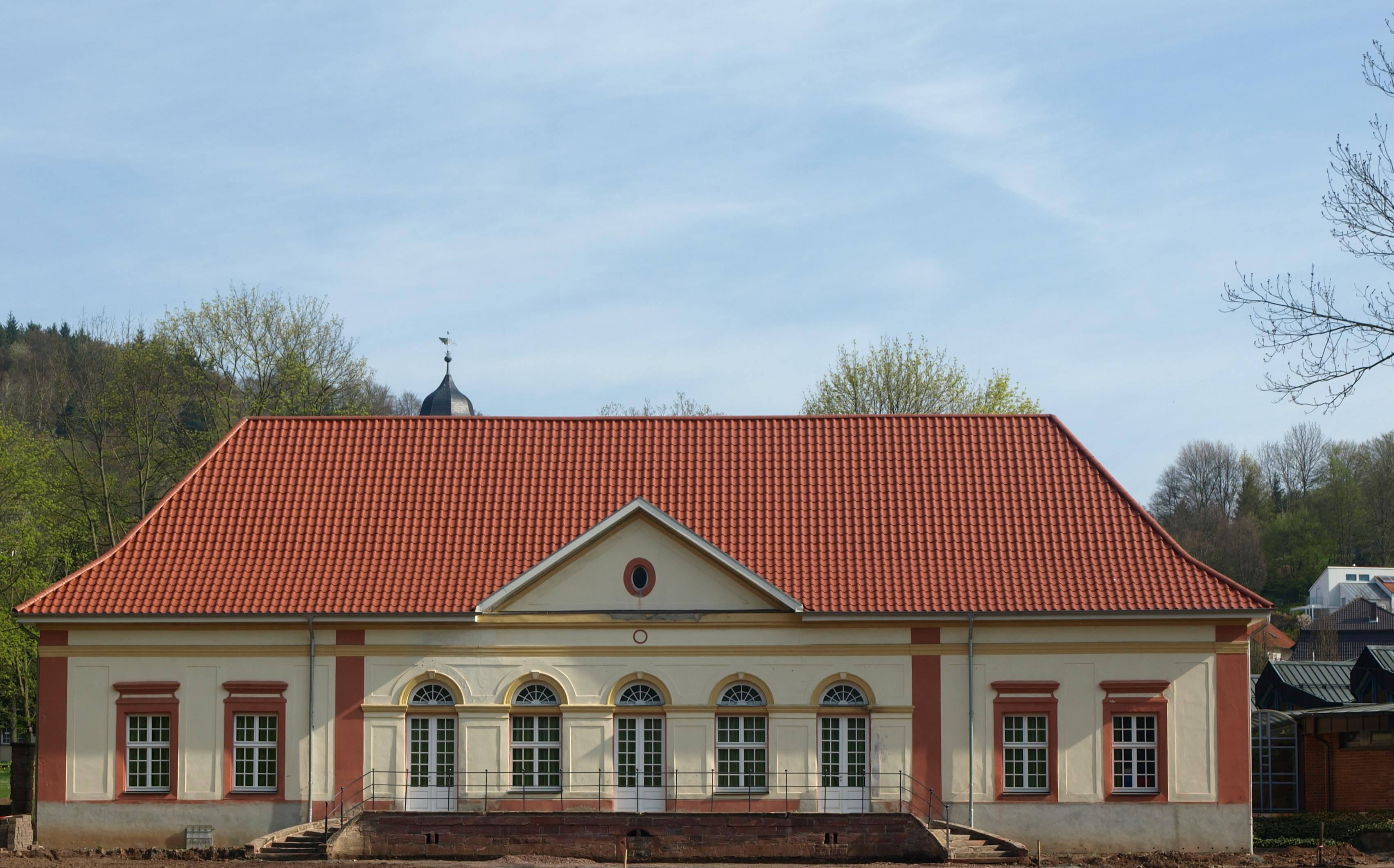
Südansicht der Orangerie im Schlosspark

Das Schloss hat drei Flügel, die sich um einen trapezförmigen Innenhof gruppieren. Der Hof wird nach Osten hin schmaler und ist in dieser Richtung offen.
Der Westflügel ist etwa 120 Meter lang und begrenzt die Schlossanlage zum westlich gelegenen alten Ortskern. Hier war unter anderem die landgräfliche Bibliothek untergebracht. Heute befindet sich in diesen Räumen die Gemeindebibliothek. In der Mitte dieses zweistöckigen (weiter im Süden auch dreistöckigen) Flügels befindet sich ein repräsentatives Tor aus Sandstein, mit dem Wappen der Landgrafschaft Hessen-Kassel im Giebelfeld.
Der Nordflügel verläuft in Richtung Südosten, entlang der Schloßstraße, auf das Torbogenhaus zu. Dieser Flügel brannte im Jahr 1976 nieder. Daraufhin wurde auf seinen Grundmauern ein neuer Trakt errichtet, um den Charakter der Dreiflügelanlage zu erhalten. Dort befinden sich heute mehrere Einzelhandelsgeschäfte und ein Altenwohnheim.
Das Torbogenhaus im Osten war der repräsentative Haupteingang zum Schloss, da nur etwa 1,5 Kilometer flussaufwärts, über die alte Werrabrücke Vacha, die verkehrsreiche Handelsstraße Via Regia zwischen Frankfurt und Leipzig vorbeiführte. Das Torbogenhaus mit seinem Mansarddach wurde 1734 gebaut. Hier befand sich bis 1998 eine Informationsstelle des Grenzzolldienstes. Danach brachte man hier das Grenzmuseum unter.
Hauptgebäude war der drei Stockwerke hohe Südflügel. Hier befindet sich heute das Rathaus der Marktgemeinde Philippsthal. Der Bau verläuft etwa 50 Meter nach Osten, wo er sich am nördlichen Seitenschiff der ehemaligen Klosterkirche anlehnt. Der Trakt entstand aus der Kemenate, dem Haus des Propstes, das architektonisch angepasst nach Osten verlängert wurde. Schon um 1590 war das südliche Seitenschiff von der Kirche abgetrennt und als Lagerraum für den landwirtschaftlichen Betrieb genutzt worden, der ab etwa 1560, als die letzten Nonnen das Kloster verlassen hatten, den Besitz des Klosters bewirtschafte. Dieses abgetrennte Seitenschiff wurde dann in der Zeit des Schlossbaues zu repräsentativen Räumen umgebaut. Hier befanden sich unter anderem auch zwei Räume für die fürstliche Familie, die von hier dem Gottesdienst in der Kirche folgen konnte.
Die Klosterkirche hatte ursprünglich ein Westwerk mit zwei flankierenden Türmen.  Es ist aber nicht sicher, ob die zwei Türme je in voller Höhe standen. Beide Türme, mit quadratischer Grundfläche, wurden auf die Höhe der Schlossgebäude gekürzt und dienen als Treppenhäuser bzw. Verbindung zwischen dem Südflügel und den Räumen an der südlichen Seite der Kirche. Seitdem hat die Kirche im Westen einen zentralen Kirchturm. 1733 wurde der ursprüngliche Haupteingang im Westen zugemauert, da unterhalb des Kirchturmes in diesem Jahr die Familiengruft gebaut wurde. Katharine Christine von Sachsen-Eisenach (1699–1743), Frau von Landgraf Karl I. von Hessen-Philippsthal (1682–1770), wurde 1743 hier als erste Landgräfin der Philippsthaler Linie beigesetzt.
Der trapezförmige Schlosshof hat eine Fläche von etwa 4000 m². Jenseits des südlichen Schlossflügels bzw. der Kirche erstreckt sich der Schlosspark bis an die Werra herunter. Er hat eine Fläche von etwa 50.000 m² und ist fast vollständig von einer mannshohen Sandsteinmauer umgeben. Im oberen Teil, am Schloss, ist es ein Zier- und Nutzgarten im französischen Stil. Der untere Teil reicht von der 1731 erbauten Orangerie bis an die Werra. Dieser Bereich ist in der Form eines englischen Landschaftsgartens gestaltet. Bis 1905 ging der Park auch auf der anderen Werraseite weiter; dieser Parkbereich wurde aber wegen des Baus der Ulstertalbahn eingeebnet.
1985 erwarb die politische Gemeinde das Anwesen und sanierte es in den Folgejahren zur Nutzung für kommunale Aufgaben.